# Tour della nazionale maschile di rugby a 15 di Samoa 2014
Nel mese di novembre 2014 la Nazionale di rugby a 15 delle Samoa intraprese un tour in Europa che comprendeva due test match contro Italia e Inghilterra, rispettivamente ad Ascoli Piceno e a Londra, e uno contro il Canada sul campo neutro di Vannes, il cui stadio della Rabine fu utilizzato per i test match delle squadre di secondo livello in tour in tale anno.
Il primo incontro del tour fu allo stadio Cino e Lillo Del Duca di Ascoli Piceno, dove i samoani dovettero affrontare un'Italia proveniente da un Whitewash al Sei Nazioni 2014 e tre sconfitte nel tour asiatico-pacifico di giugno.
Samoa si portò subito in vantaggio e chiuse il primo tempo avanti per 10-3, potendo vantare l'Italia solo un piazzato di Kelly Haimona nei primi 40'; nella ripresa, tuttavia, prima Favaro poi Parisse andarono in meta e ribaltarono il risultato; furono 21 i punti italiani in totale nella seconda frazione, contro i soli 3 samoani, per un complessivo 24-13 a favore degli Azzurri, che così interruppero un digiuno che durava dal novembre dell'anno precedente.
Fu la seconda volta che le due squadre si affrontavano ad Ascoli Piceno, e in entrambe le occasioni il risultato si rivelò favorevole all'Italia.
Nel corso del tour esplose una polemica di tipo sindacale, con i giocatori samoani che minacciarono di non scendere in campo in segno di protesta contro la loro Federazione, alla quale chiesero maggior trasparenza nell'amministrazione dei fondi (la squadra lamentò il fatto di dover pagare di tasca propria gli spostamenti aerei) e nella comunicazione (i giocatori lamentarono il fatto di aver saputo delle convocazioni dai media e non direttamente dalla Federazione); la mediazione dell'International Rugby Board, alla quale tuttavia la Federazione non prese parte, evitò lo sciopero, lasciando tuttavia le questioni denunciate ancora aperte.
Comunque, nel secondo test match a Vannes, Samoa si impose 23-13 sul Canada, anche se i nordamericani, sotto 6-9 all'intervallo, misero in piedi una buona reazione e rimasero in partita fino all'ultimo.
Con meno storia, invece, la sconfitta a Londra contro l'Inghilterra: Jonny May marcò subito, poi George Ford portò gli inglesi all'intervallo a quota 13 (contro 6 di Samoa); nella ripresa Brown e ancora May arrotondarono il punteggio e l'Inghilterra congelò il risultato, fissato a 28-9 al 52' e tale rimasto fino alla fine.

## Risultati
| Arbitro: | Steve Walsh |

|                            |      |               |
| 48’ Favaro 66’ Parisse     | mt   | 33’ Lam       |
| 66’ Haimona                | tr   | 33’ Pisi      |
| 10’, 43’, 55’, 78’ Haimona | c.p. | 27’, 52’ Pisi |

| Arbitro: | George Clancy |

|                             |      |                  |
| 60’ Perenise 72’ W. Stanley | mt   | 70’ Trainor      |
| 60’, 72’ W. Stanley         | tr   | 71’ Pritchard    |
| 12’, 18’, 30’ W. Stanley    | c.p. | 34’, 42’ McRorie |

| Arbitro: | Jaco Peyper |

|                        |      |                   |
| 19’, 52’ May 45’ Brown | mt   |                   |
| 19’, 45’ Ford          | tr   |                   |
| 17’, 26’, 41’ Ford     | c.p. | 3’, 23’, 49’ Pisi |